# الدين في جمهورية الدومينيكان
الدين في جمهورية الدومينيكان (2017)

يتسم الدين في جمهورية الدومينيكان بغناه وتنوعه والنمو والتغير المستمران. فقد هيمنت الكاثوليكية تاريخياً على المعتقدات الدينية للبلاد، فيما ازدادت نسبة الجماعات البروتستانتية والمجموعات الدينية غير المسيحية مثل اليهود والمسلمين في الفترة المعاصرة.

## الكنيسة الرومانية الكاثوليكية
تعد الكاثوليكية الطائفة المسيحية الأكبر في جمهورية الدومينيكان.

## البروتستانتينية ومجموعات مسيحية أخرى
كان مورغان فولي زعيم البروتستانتية للنساء خلال عقد 1800. وشهدت البلاد خلال عشرينيات القرن التاسع عشر وصول الكثير من البروتستانت الذين قدموا من الولايات المتحدة إلى جمهورية الدومينيكان. كما وصل البروتستانت من جزر الهند الغربية خلال أواخر القرن التاسع عشر ومستهل القرن العشرين، وتأسست عدة منظمات بروتستانتية في جميع أرجاء البلاد بحلول العقد الثاني من القرن العشرين، وهو ما أسهم في تنوع التركيبة الدينية للجمهورية. كان للكثير من المنظمات البروتستانتية علاقات مع المنظمات المسيحية في الولايات المتحدة ومنها منظمات إنجيلية مثل الكنيسة السبتية وجميعات الله والكنيسة الإنجيلية الدومينيكانية. برزت هذه المجموعات ضمن الحركة البروتستانتية خلال مطلع القرن العشرين ولكن تحوّل النمو خلال ستينيات وسبعينيات القرن العشرين للكنائس خمسينية. تشمل طوائف البروتستانت النشطة حالياً في جمهورية الدومينيكان:
- جمعيات الله (AG)
- كنيسة الله
- الكنيسة المعمدانية
- الخمسينية
- الكنيسة السبتية
- كنيسة الأخوة

تتضمن الجماعات المسيحية الأخرى كنيسة يسوع المسيح لقديسي الأيام الأخيرة وشهود يهوه اللذان تزايد حضورهما في البلاد.
| تعداد جمهورية الدومينيكان 1920 | تعداد جمهورية الدومينيكان 1920 | تعداد جمهورية الدومينيكان 1920 |
| التقسيمات دون الإقليمية        | مجموع السكان                   | النسبة المئوية البروتستانت     |
| ------------------------------ | ------------------------------ | ------------------------------ |
| محافظة أزوا                    | 101,144                        | أقل من 0.1%                    |
| محافظة باراهونا                | 48,182                         | أقل من 0.1%                    |
| محافظة إل سيبو                 | 58,720                         | 2.3%                           |
| محافظة إسبايات                 | 50,946                         | أقل من 0.1%                    |
| محافظة لا فيغا                 | 106,245                        | أقل من 0.1%                    |
| محافظة مونتي كريستي            | 67,073                         | أقل من 0.1%                    |
| محافظة باسيفيكادور             | 78,216                         | أقل من 0.1%                    |
| محافظة بويرتو بلاتا            | 58,923                         | أقل من 0.1%                    |
| محافظة سامانا                  | 16,915                         | 12.6%                          |
| محافظة سان بيدرو دي ماكوريس    | 38,609                         | 14.5%                          |
| محافظة سانتياغو                | 123,040                        | 2.0%                           |
| محافظة سانتو دومينغو           | 146,652                        | أقل من 0.1%                    |
| جمهورية الدومينيكان            | 894,652                        | 1.3% (11,927)                  |

## الأديان الكاريبية الأفريقية
استطاعت جمهورية الدومينيكان الحفاظ على بعض الأديان الأفريقية وبعض الجوانب الخاصة بنظمها الاعتقادية وذلك بسبب كونها دولة ذات تاريخ وتراث أفريقي كامل. تُمارس الكثير من الأديان الكاريبية الأفريقية بالتوازي مع الكاثوليكية ولكن يختلف هذا تبعاً للمعتقد بحد ذاته. يستخدم البعض صور القديسين وحسب، ولكنهم يمارسون التقاليد والثقافة الأفريقية ممارسةً كاملةً. بينما يكون البعض الآخر مسيحي بصورة كاملة ولكن يمارسون التقاليد والعادات الأفريقية.

### الفودو الدومينيكاني
يتألف الفودو الدومينيكاني من ثلاثة تقسيمات وهي: التقسيم الهندي والذي يشير إلى كيانات التاينو والتقسيم الأسود والتي ترجع أصول كياناته إلى أفريقيا والتقسيم الأبيض والأخير والذي ترجع أصول إدخالاته إلى أوروبا. يعد التقسيم الهندي أحد السمات الرئيسية التي تميّز التقسيمات الـ21 للفودو الدومينيكاني عن الأشكال الأخرى من الفودو. يستعمل الفودو الدومينيكاني قرع موسيقي مختلف، فيُعزف القرع في كثيرٍ من الأحيان على آلة «تامبور دي بالو» التي يرجع أصلها إلى الكونغو من أفريقيا.

### الفودو الهايتيّ
يُمارس الفودو الهايتيّ على الجزيرة أيضاً. يتأثر الفودو الهايتيّ بأديان بنين التقليدية بغرب أفريقيا كما يتأثر بأديان الكونغو وشعب اليوروبا والرومانية الكاثوليكية وبالتاينو بعض الشيء. وينتشر الفودو الهايتيّ بين مجتمعات قصب السكر في جميع أرجاء البلاد وبين التجمعات السكانية الهايتية على الحدود مع هايتي.[بحاجة لمصدر]

### كونغوز ديل إسبيريتو سانتو
كونغوز ديل إسبيريتو سانتو (Congos Del Espiritu Santo) ويُعرف أيضاً باسم «سانتيرا الدومينيكان» هو مزيج من الترميز والآلهة المأخوذة عن الأديان الأفريقية والطقوس الرومانية الكاثوليكية.

### أخرى
للبروتستانت الدومنيكيين جوانب أفريقية في معتقداتهم ولا سيما الخمسينيون. ويتجلى هذا في العادة في الآلات الموسيقية المستعملة في الكثير من الكنائس. فمثلاً من الشائع انتشار الطبول المصنوعة يدوياً أو المستوردة والتي يعود بعضها للتقاليد الدينية الأفريقية، كما يُلاحظ تأثير التاينو في جوانب موسيقية أخرى.

## اليهودية

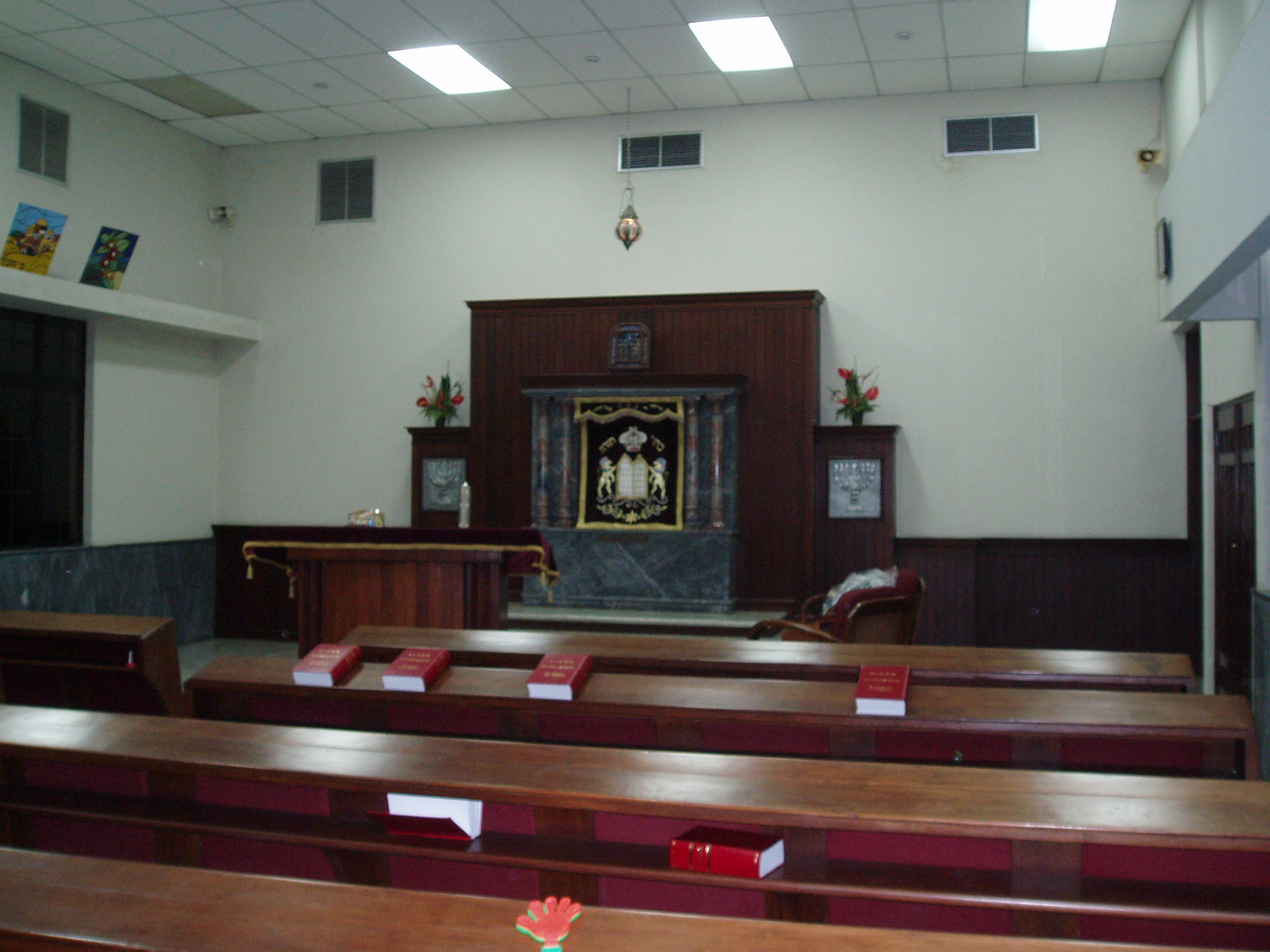
داخل الكنيس الرئيسي في سانتو دومينغو

كان أول اليهود الذين وصلوا إلى جزيرة هيسبانيولا من الإسبان. استقر معظم اليهود عندما قُسِمت الجزيرة بين فرنسا وإسبانيا على الشطر الإسباني وهو الذي أصبح فيما جمهورية الدومينيكان. كما استقر على الجزيرة بعض اليهود الذين قدِموا من كوراساو خلال القرن التاسع عشر، ولكنهم لم يُشكِلوا جاليةً قوية حيث أخفى معظمهم هويته اليهودية أو لم يربطوا أنفسهم بالتقليد اليهودي حين وصولهم. كان الرئيس الدومينيكاني فرانسيسكو هنريكيز ذ كارفاخال من اليهود المنحدر من أصولهم.
يبلغ عدد اليهود حالياً في جمهورية الدومينيكان حوالي 3,000 تقريباً. يعيش معظمهم في العاصمة سانتو دومينغو ويعيش آخرون في سوسوا التي أسسها اليهود بعدما عرض الدكتاتور الدومينيكاني حينها رافائيل تروخيو قبول ما يصل إلى 100 ألف لاجئ يهودي من الهاربين من اضطهاد النظام النازي خلال الحرب العالمية الثانية. ويوجد كُنس يهودية في كِلتا المدينتين.